# Acranthera variegata
Acranthera variegata är en måreväxtart som beskrevs av Elmer Drew Merrill. Acranthera variegata ingår i släktet Acranthera och familjen måreväxter. Inga underarter finns listade i Catalogue of Life.